# God Eater (série télévisée d'animation)
God Eater (ゴッドイーター, Goddo Ītā) est une série télévisée d'animation japonaise réalisée au sein du studio Ufotable par Takayuki Hirao, adaptée du jeu vidéo Gods Eater Burst. Elle est diffusée entre juillet 2015 et mars 2016 sur Tokyo MX au Japon et en simulcast sur Anime Digital Network dans les pays francophones et en DVD chez Kazé.

## Synopsis
L'histoire se déroule dans un univers post-apocalyptique où la population a presque été anéantie par de puissantes créatures démoniaques appelée Aragami. Pour sauver l’humanité, un groupe pharmaceutique a créé une arme organique, les Jinki, qui tire sa force en dévorant les Aragami. Ces armes ont pour particularité de fusionner avec quelques humains et représentent l’unique moyen d’éliminer ces monstres. On suit les membres de l’organisation Fenrir à travers différentes missions, qui combattent les Aragami en utilisant les Jinki.

## Personnages
Lenka Utsugi
Voix japonaise : Ryūichi Kijima, voix française : Bastien Bourlé
C'est le héros principal du manga. Il éprouve une haine profonde envers les Aragami car c'est à cause d'eux que toute sa famille a été décimée. C'est d'ailleurs cela  qui le motive à devenir un God Eater. Son Jinki est un nouveau prototype, qui est à la fois une énorme épée et un fusil.
Lindow Amamiya
Capitaine de l'équipe 1 Voix japonaise : Hiroaki Hirata, voix française : Alexandre Coadour.
Particulierement puissant il sauve à plusieurs reprises la vie de Lenka
Sakuya Tachibana
Vice Capitaine de l'équipe 1Voix japonaise : Sayaka Ohara, voix française : Marie Nonnenmacher
Soma Schicksal
Voix japonaise : Kazuya Nakai, voix française : Emmanuel Rausenberger
Kota Fujiki
Voix japonaise : Daisuke Sakaguchi, voix française : Arnaud Laurent
Alisa "Alisalt" Illinichina Amiella
Voix japonaise : Maaya Sakamoto, voix française : Frédérique Marlot
Une God Eater faisant partie de la branche russe. Tout comme Lenka, son Jinki est aussi un nouveau prototype: c'est aussi une grande épée qui peut également se transformer en sulfateuse. Elle semble souffrir d'un grave traumatisme, ce qui l'oblige à prendre régulièrement des médicaments. Vers le milieu de l'anime, ayant épuisé son stock de médicaments, elle deviendra folle et son enfance ressurgira, ce qui n'arrangera rien. Elle ne pourra plus combattre jusqu'à ce que Lenka la "réveille" de sa folie, vers la fin de l'anime.
Licca Kusunoki
Voix japonaise : Chiaki Omigawa
Hibari Takeda
Voix japonaise : Kanae Itō

## Production
La production de l'anime God Eater est annoncée en septembre 2014. L'anime est produit au sein du studio ufotable, connu pour ses réalisations pour les jeux vidéo God Eater,. Il est diffusé à partir du 12 juillet 2015, sur Tokyo MX au Japon et en simulcast sur Anime Digital Network dans les pays francophones. La diffusion télévisée s'arrête après la diffusion des neuf premiers épisodes et quatre épisodes extra le 27 septembre 2015. Les épisodes 10 à 13 sont diffusés à partir du 5 mars 2016.

## Liste des épisodes
| No | Titre en français                       | Titre original                                           | Date de 1re diffusion |
| -- | --------------------------------------- | -------------------------------------------------------- | --------------------- |
| 1  | Lenka Utsugi                            | 空木レンカ Utsugi Renka                                  | 12 juillet 2015       |
| 2  | Lindow Amamiya                          | 雨宮リンドウ Amamiya Rindō                               | 19 juillet 2015       |
| 3  | Alisa Ilinichina Amiella                | アリサ・イリーニチナ・アミエーラ Arisa Irīnichina Amiēra | 26 juillet 2015       |
| 4  | Aegis                                   | エイジス Eijisu                                          | 9 août 2015           |
| 5  | Œil pour œil, Vaines actions            | 仇（徒）花 Adabana                                       | 16 août 2015          |
| 6  | Une Rose parmi les ronces – Rester vrai | 泥中の蓮 Deichu no hachisu                               | 30 août 2015          |
| 7  | Déchirure – Éclosion                    | 綻び Hokorobi                                            | 6 septembre 2015      |
| 8  | Sakuya Tachibana                        | 橘 サクヤ Tachibana Sakuya                               | 20 septembre 2015     |
| 9  | Soma Schicksal                          | ソーマ・シックザール Sōma Shikkuzāru                     | 27 septembre 2015     |
| 10 | Des pétales éparpillés                  | 散華 Sange                                               | 5 mars 2016           |
| 11 | L'opération météorite                   | メテオライト Meteoraito                                  | 12 mars 2016          |
| 12 | L'Unité 1                               | 第一部隊 Dai-ichi butai                                  | 19 mars 2016          |
| 13 | Le Lotus                                | 蓮華 Renge                                               | 26 mars 2016          |